# Jonathan Demurger
Jonathan Demurger (La Rochelle, 1º settembre 1988) è un attore francese.

## Biografia
È ad 11 anni che riceve il primo ruolo al cinema nel film Le monde de Marty con Michel Serrault. Più tardi è in una miniserie per adolescenti chiamata K.ça. Probabilmente raggiunge la notorietà nel 2006, con il film di Jean-François Davy Il coraggio delle aquile, trasmesso in Italia su Rete 4, in occasione del Giffoni Film Festival 2010. Qui interpreta il ruolo di Patrick, leader di un gruppo scout, al fianco di Jules Sitruk e Damien Jouillerot. Nel 2008 è su TF1 nella soap opera Seconde chance, con il ruolo di Hadrien Lerois.

## Filmografia

### Cinema
- Le monde de Marty, regia di Denis Bardiau (2000)
- K.ça, regia di Christophe Barraud (2004)
- Il coraggio delle aquile (Les aiguilles rouges), regia di Jean-François Davy (2006)
- Cannibal, regia di Benjamin Viré (2010)
- Zone, regia di Benjamin Viré
- La Cicatrice, regia di Benjamin Viré
- Une famille clé en main, regia di Jean-François Davy
- Les moissons, regia di Mathieu Tuffreau

### Teatro
- Cœurs de galerne (2006)

### Televisione
- Les marches de la gloire, di Gérard Rombi (1993)
- Un printemps de chien, di Alain Tasma (1997)
- Sous le soleil - serie TV, 5 episodi (2005-2007)
- BAC + 70, regia di Laurent Levy (2006)
- Seconde chance - serial TV, 180 episodi (2008-2009)
- SœurThérèse.com - serie TV, episodio 1x14 (2008)